# Kingsville (Teksas)
Kingsville – miasto w Stanach Zjednoczonych, w stanie Teksas, w hrabstwie Kleberg. W 2000 roku liczyło 25 575 mieszkańców.